# Dorothy Dwan
Dorothy Dwan (26 de abril de 1906 — 17 de março de 1981) foi uma atriz de cinema norte-americana. Atuou em 40 filmes entre 1922 a 1930. Nascida Dorothy Ilgenfritz em Sedalia, Missouri, ela se casou três vezes.